# Требуховцы
Требуховцы (укр. Требухівці) — село в Летичевском районе Хмельницкой области Украины.

## География
Село занимает площадь 2,677 км²; оно стоит на реке Ольховец.

## Население
Население по переписи 2001 года составляло 1375 человек. 

## Инфраструктурные данные
- Почтовый индекс — 31530.
- Телефонный код — 3857.
- Код КОАТУУ — 6823085801.

## Местный совет
31532, Хмельницкая обл., Летичевский р-н, с. Требуховцы, ул. Ленина, 1

## Достопримечательности
- Иоанно-Богословская церковь